# Vierteljahrsschrift der Naturforschenden Gesellschaft in Zürich
Vierteljahrsschrift der Naturforschenden Gesellschaft in Zürich (abreviado Vierteljahrsschr. Naturf. Ges. Zürich) es una revista ilustrada con descripciones botánicas que es editada en Zúrich desde el año 1856.